# Monako na Svjetskom prvenstvu u atletici 2015.
Monako se na Svjetskom prvenstvu u atletici 2015. u Pekingu natjecao od 22. do 30. kolovoza s jednim predstavnikom u disciplini trčanjautrka na 800 metara.

## Rezultati

### Muškarci

#### Trkačke discipline
| Brice Etes | 800 metara | 1:48.52 | 31 | Nije se kvalificiao | Nije se kvalificiao | Nije se kvalificiao | Nije se kvalificiao |